# Radiolarit
A radiolarit (vagy másik nemzetközileg elfogadott nevén lydit) olyan üledékes kőzet, ami a régi osztályozás szerint a szerves eredetű üledékek közé tartozik, a ma inkább használatos újabb besorolás szerint intrabazinális üledék, vagyis az üledékgyűjtő medencében keletkező, tovább nem szállítódó lerakódás. A radiolarit kovavázú egysejtűek, a sugárállatkák (Radiolaria) vázaiból álló szerves eredetű törmelékes üledék. Kriptokristályos és hialinos változatát gyakran nevezik tűzkőnek vagy kovakőnek is, de egyik kifejezés sem geológiai meghatározás, mivel különböző eredetű kőzeteket nevezünk ezeken a neveken.

## Összetétele
Túlnyomórészt SiO2 (szilícium-dioxid) alkotja kvarc és/vagy kalcedon alakjában. A karbonáthatár közelében keletkező radiolarit meszes is lehet.

## Települése

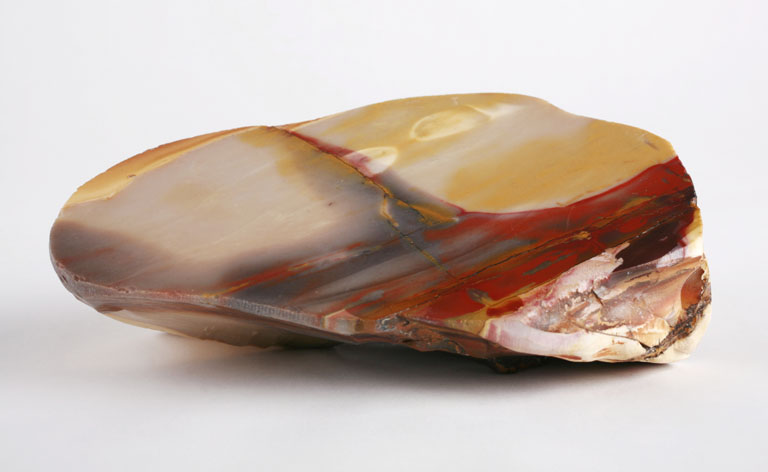
A Kennedy Ranges speciális radiolaritja, a mookait. Nyugat-Ausztráliából származik, az indianapolisi Gyermekvasút Múzeum állandó tárlatán látható

Általában meszes összletekben található, néha csak tűzkőgumó formájában, néha összefüggő réteget alkotva. Az előbbi esetben tűzköves mészkőről, az utóbbiban meszes radiolaritról beszélünk. Esetenként homokkőben is megjelenhet. A radiolarit tiszta előfordulása nagy mélységű, a karbonáthatár alatti képződés esetén jöhet létre, ahol a nagy nyomás hatására a radiolariák kovavázai átalakulnak, és mikrokristályos, vagy hialinos szövetű kőzetté állnak össze. A nagy mélység miatt a radiolarit mindig mentes az ősmaradványoktól. A kőzetet nagyrészt a Spumellaria és a Nassellaria rendek vázai alkotják. A szétesett vázelemek mérete a 10-100 μm-es intervallumba esik.
Színe változó. Fehér, vörös, zöld, barna és fekete is lehet. Magyarországon például a Sümeg-mogyorósdombi előfordulás szürke vagy szürkésbarna, míg Tatán a kálvária-dombi egészen élénk vörös. Magyarországon sok helyen előfordul, mivel a triász és jura időszakokban a Tethys-óceán nagy mélységű üledékgyűjtő volt, és aljzata sokszor süllyedt a karbonáthatár alá.

## Történelmi szerepe
Kiterjedt cserekereskedelem és kulturális csere folyt az újkőkorban Európában, e kapcsolatokat vizsgálja majd az MTA Régészeti Intézete és a tübingeni, illetve Mainzi Egyetem közös projektje.
E kapcsolatokat jelzi a Balaton-felvidéki őskori bányából származó vörös radiolarit: a jól pattintható, nagyon éles élet adó kő, amely a neolitikum csúcstechnológiája, Nyugat-Európa sok területére eljutott i. e. 5500 táján – mondta el Bánffy Eszter, a Régészeti Intézet tudományos igazgatóhelyettese. „A francia határig biztosan eljutott, keleten pedig Krakkó környékéig, Németországban a legkorábbi földműves településeken rendre előkerülnek ezek a kövek, s itt a mennyiség tulajdonképpen nem számít: mindegy, hogy ezret, vagy csak ötöt találnak, mind a kettő ugyanazt jelenti, hogy emberek vitték oda.”